# Masaccio
Tommaso di Giovanni Cassai (ou Tommaso di Ser Giovanni di Mone Cassai), dit Masaccio, né le 21 décembre 1401 à San Giovanni Altura (actuellement San Giovanni Valdarno, près d'Arezzo) et mort vers 1428 à Rome, est un peintre italien fondamental considéré comme l'un des pionniers et des plus grands peintres du Quattrocento et de la Renaissance.

## Biographie

### Les années de formation
Son père, Giovanni di Mone Cassai, est un artisan devenu notaire. Il meurt alors que Tommaso a 5 ans, en 1406, l'année où naît son jeune frère, Giovanni (qui deviendra peintre lui aussi). Sa mère, Monna Jacopa di Martinozzo, se remarie à Tedesco del Maestro Feo, un marchand d'épices, veuf et bien plus âgé, qui garantit à la famille un niveau de vie confortable. Avec sa mère et son frère (qui vivront avec lui jusqu'à sa mort), il s'installe à Florence en 1417. Il entre dans l'atelier de Bicci di Lorenzo, où il se familiarise avec les œuvres de Donatello et Brunelleschi. Il doit son surnom, qui signifie « idiot », à sa distraction et à sa fantaisie.
En 1419, il est déjà reconnu comme dipintore, c'est-à-dire peintre, à Florence. Le 7 janvier 1422, il est inscrit à l'Arte dei Medici e Speziali.
Le Triptyque de San Giovenal, au Musée d'Art Sacré de Cascia di Reggello (près de Florence) est sa première œuvre presque certaine, datée du 23 avril 1422.

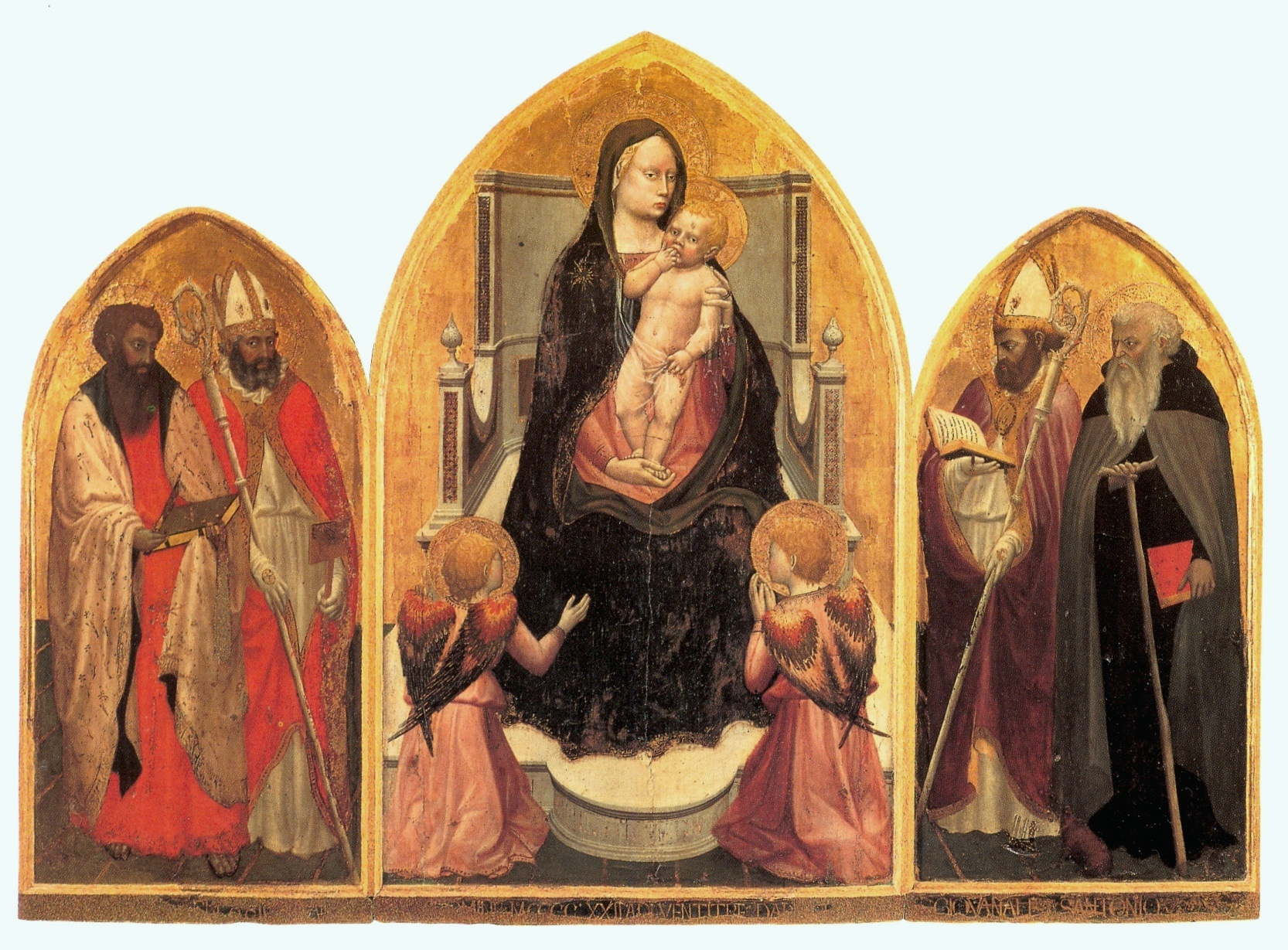
Triptyque de San Giovenale, 1422. Musée d'Art Sacré de Cascia di Reggello (Florence)

### La fresque détruite
En 1422, Masaccio quitte l'atelier de Bicci di Lorenzo. Il assiste à la cérémonie de consécration de l'église Santa Maria del Carmine. Il est chargé de réaliser une fresque représentant la consécration, fresque qui sera détruite à la fin du XVIe siècle, lors de travaux de restructuration du couvent de  Santa Maria del Carmine. Il n'en reste que des dessins préparatoires. Vasari affirme dans Les Vies que c'est avec la fresque de la Consécration que naît l'art du portrait chez Masaccio ; de même l'usage de la perspective pour l'Annonciation de San Niccolo oltr'Arno perdue que Vasari lui attribue en 1568.

### L'association avec Masolino
En 1424 commence sa collaboration artistique avec Masolino da Panicale, de vingt ans son aîné. 
Leur première œuvre commune est Sainte Anne, la Vierge à l'Enfant et cinq anges, conservé à la Galerie des Offices, à Florence. La Vierge, l'Enfant et deux anges sont attribués à Masaccio, Sainte-Anne et les autres anges à Masolino.
Mais c'est avec les fresques de la magnifique chapelle Brancacci, de l'église Santa Maria del Carmine, à Florence, que s'intensifie leur collaboration. 
Ils peignent ensemble, en se partageant les scènes de la chapelle, à partir de 1424, et jusqu'en 1427 ou 1428. Ils laissent alors le travail inachevé. Filippino Lippi termine le cycle, en 1481 et 1482.
Masolino et Masaccio peignent ainsi chacun Adam et Ève : Masolino les représente au Paradis, et Masaccio chassés de l'Eden par la colère de Dieu.
Masaccio est remarquable par son réalisme. Nul autre avant lui n'a aussi bien représenté les expressions et les postures de ses personnages. Nul n'a été aussi loin dans la précision des décors, des paysages ou des rues florentines de son époque. 
On lit sur le visage d'Eve et dans l'attitude d'Adam, chassés du Paradis, leur désespoir immense. En regard, la fresque de Masolino représentant le péché originel au Paradis « fait preuve d'un manque évident de finesse psychologique ».
Daniel Arasse fait remarquer le geste du Christ, redoublé par celui de saint Pierre, dans Le Tribut de saint Pierre : « Le monde s'ouvre à l'action des hommes », juge-t-il bon d'affirmer. Il émet un autre jugement personnel : « Finies les attitudes raides peintes par les contemporains et les prédécesseurs de Masaccio ». Daniel Arasse souligne également comment, dans les peintures de Masaccio, les personnages ont les pieds solidement sur terre, contrairement aux figures gothiques, qui ont l'air de se tenir sur la pointe des pieds.
C'est vraisemblablement sous le règne de Cosme III de Médicis, en 1674, que la  nudité d'Adam et Ève a été habillée de feuilles. La restauration de 1980 a choisi de revenir à l'état originel et fait donc clairement apparaître le sexe de l'homme.
|  |  |

### La maturité, la «voûte qui s'enfonce dans le mur»

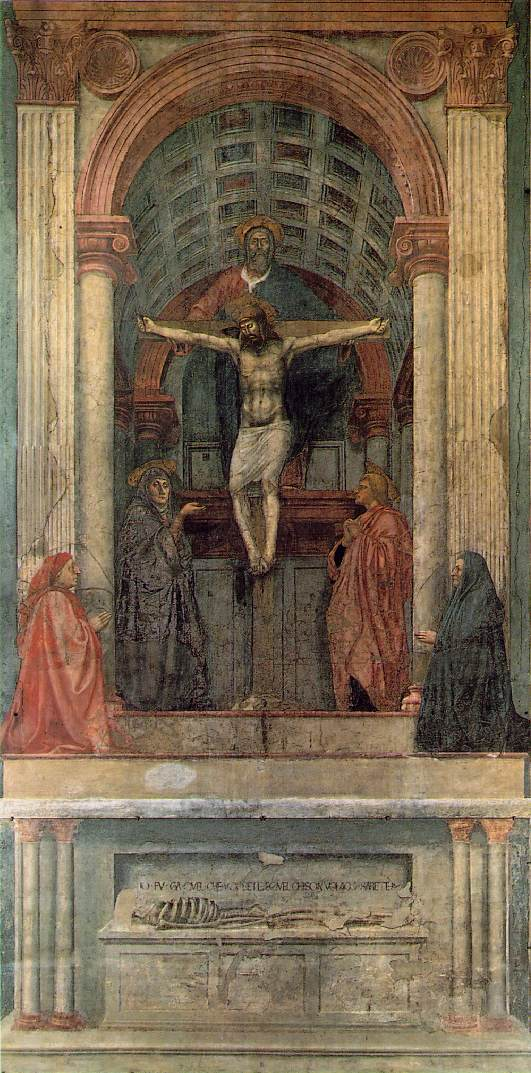
Le Trône de grâce ou La Trinité, 1425
La Crucifixion en trinité verticale
Santa Maria Novella

Au cours de l'année 1426, pendant les périodes d'interruption de son travail dans la chapelle Brancacci, Masaccio réalise le Polyptyque de Pise. C'est la commande d'un notaire, contre un salaire de 80 florins. Aujourd'hui, le polyptyque est incomplet, et dispersé en onze morceaux, dans cinq musées sur deux continents (voir liste des œuvres). Il présente toutes les caractéristiques de la grande maturité de l'artiste. La physionomie des personnages profondément recueillis, le trône de la Madone en perspective, les lignes de fuite de la Crucifixion, placée au-dessus du panneau central, dépassent les conventions gothiques et créent un espace réel.
Autre œuvre majeure, la fresque de La Trinité , dans l'église Santa Maria Novella. Derrière le Christ en croix, un spectaculaire plafond voûté à caissons. Vasari, dans la seconde édition des Vies, en 1568, détaille cet extraordinaire trompe-l'œil. « C'est une voûte en berceau, tracée en perspective, et divisée en caissons ornés de rosaces qui vont en diminuant, de sorte qu'on dirait que la voûte s'enfonce dans le mur. »
Cette Trinité, considérée comme une étape dans l'histoire de l'art, représente la traduction en peinture des lois de la perspective découvertes par Brunelleschi. Certains critiques estiment que Brunelleschi lui-même a tiré les traits de perspective. D'autres soutiennent que Masaccio a interprété les innovations de Brunelleschi.

### La postérité
Masaccio meurt à l'âge de 27 ans dans des conditions mystérieuses lors d'un voyage à Rome avec Masolino da Panicale. 
Il est considéré comme le plus grand peintre de la Première Renaissance et est traditionnellement présenté comme le premier peintre moderne. Il a en effet introduit dans l'art occidental la notion de vérité optique, de perspective et de volume.
L'influence de Masaccio sur l'art occidental moderne est également liée au fait que Michel-Ange s'est inspiré de ses fresques en les copiant.

## Œuvres

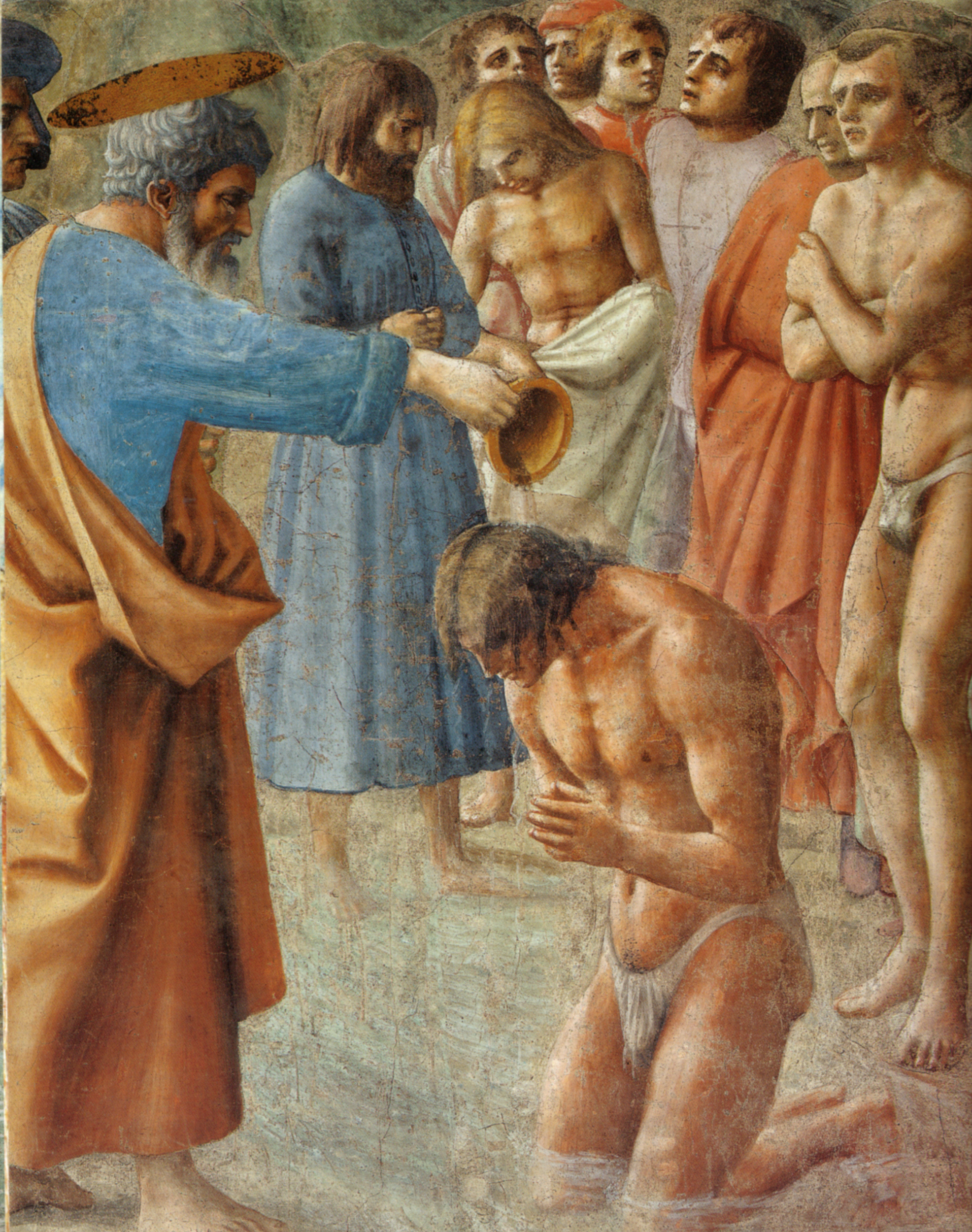
Baptême des néophytes.

- Triptyque de San Giovenale (1422), tempera sur panneau, Musée Masaccio,Pieve di Cascia, Reggello
- Chapelle Brancacci, église Santa Maria del Carmine (Florence), (1424-1428), fresque :
  - Adam et Ève chassés de l'Éden, 208 × 88 cm
  - Le Paiement du tribut, 255 × 598 cm,
  - Le Baptême des néophytes, 255 × 162 cm
  - La Résurrection du fils de Théophile et L'Intronisation de saint Pierre[5] (complété par Filippino Lippi)
  - Saint Pierre guérissant avec son ombre[6]
  - Saint Pierre distribuant les aumônes et la Mort d'Ananie[7], fresque, 230 × 162 cm
- Polyptyque de Pise (1426)

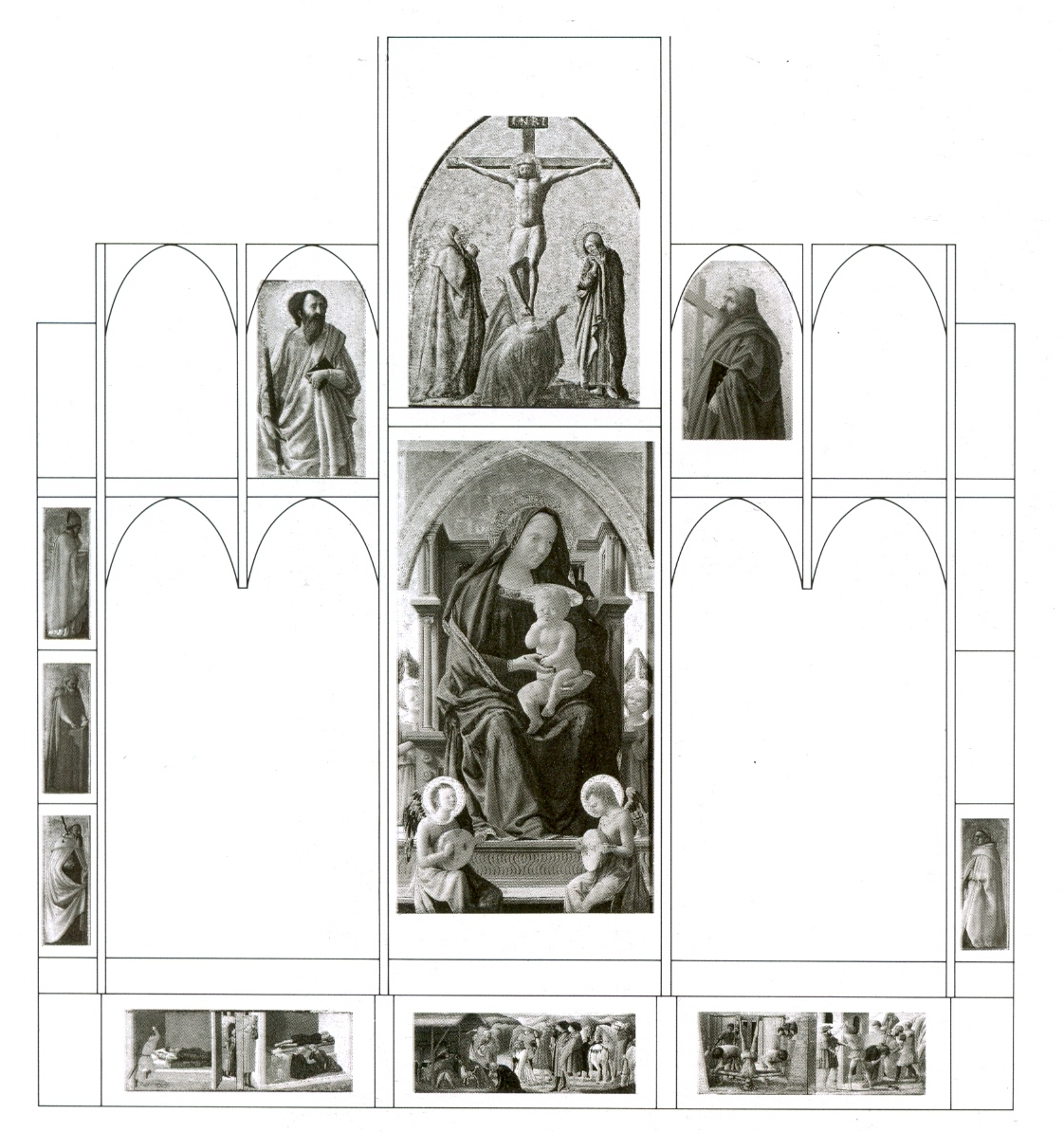
Polyptyque de Pise, reconstitué selon G. Von Teuffel.

- Madonna col Bambino, National Gallery, Londres
- Crucifixion (Christ en Croix entouré de Marie, Jean et Marie-Madeleine), musée Capodimonte de Naples
- San Paolo, Museo Nazionale di San Matteo (Pise)
- Sant'Andrea, Jean Paul Getty Museum, Los-Angeles
- Storie di San Giuliano e Nicola, panneaux de polyptyque, Staatliche Museen, Berlin
- L'Adoration des mages, panneau de la prédelle 21 × 61 cm, Gemäldegalerie, Berlin
- Martyre de saint Pierre et saint Jean-Baptiste, predelle, Staatliche Museen, Berlin
- Santo Carmelitano, morceau de pilastre, Staatliche Museen
- Santo Carmelitano, morceau de pilastre, Staatliche Museen
- Santo Vescovo, morceau de pilastre, Staatliche Museen
- San Girolamo, morceau de pilastre, Staatliche Museen

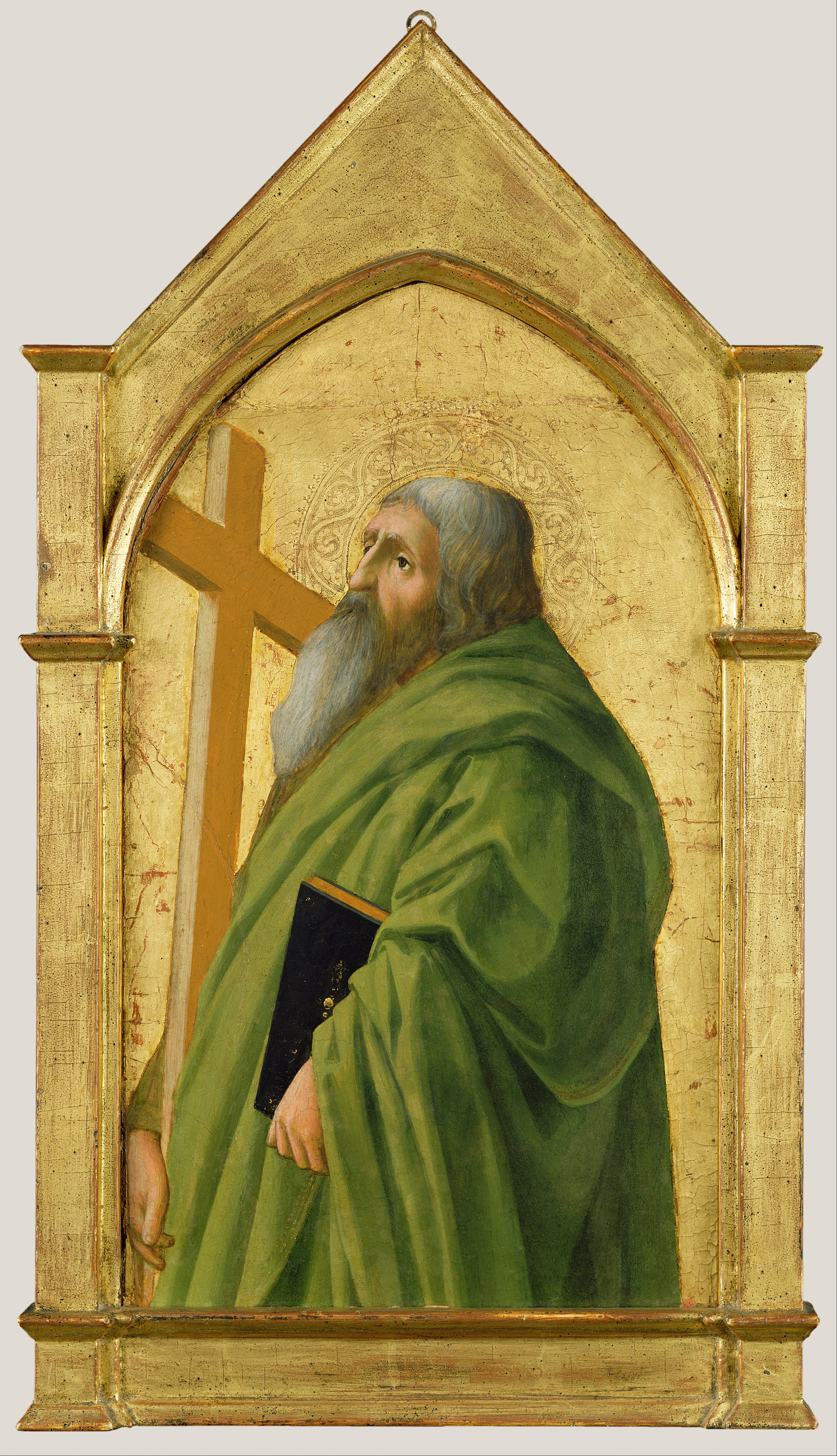
Saint André, Jean-Paul Getty Museum.
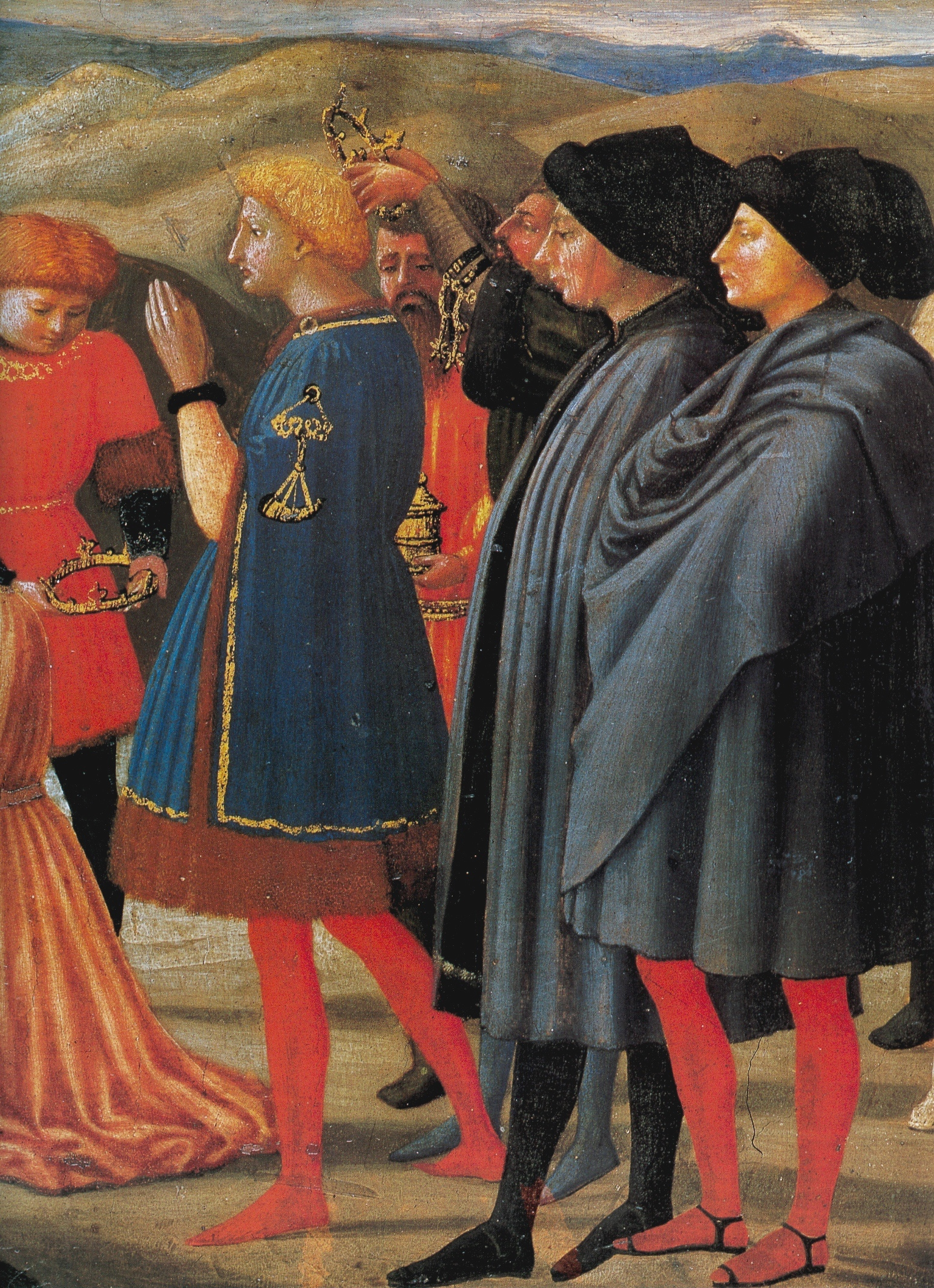
Arrivée des mages, détail d'une prédelle du polyptyque de Pise (1426) démembré et dispersé.
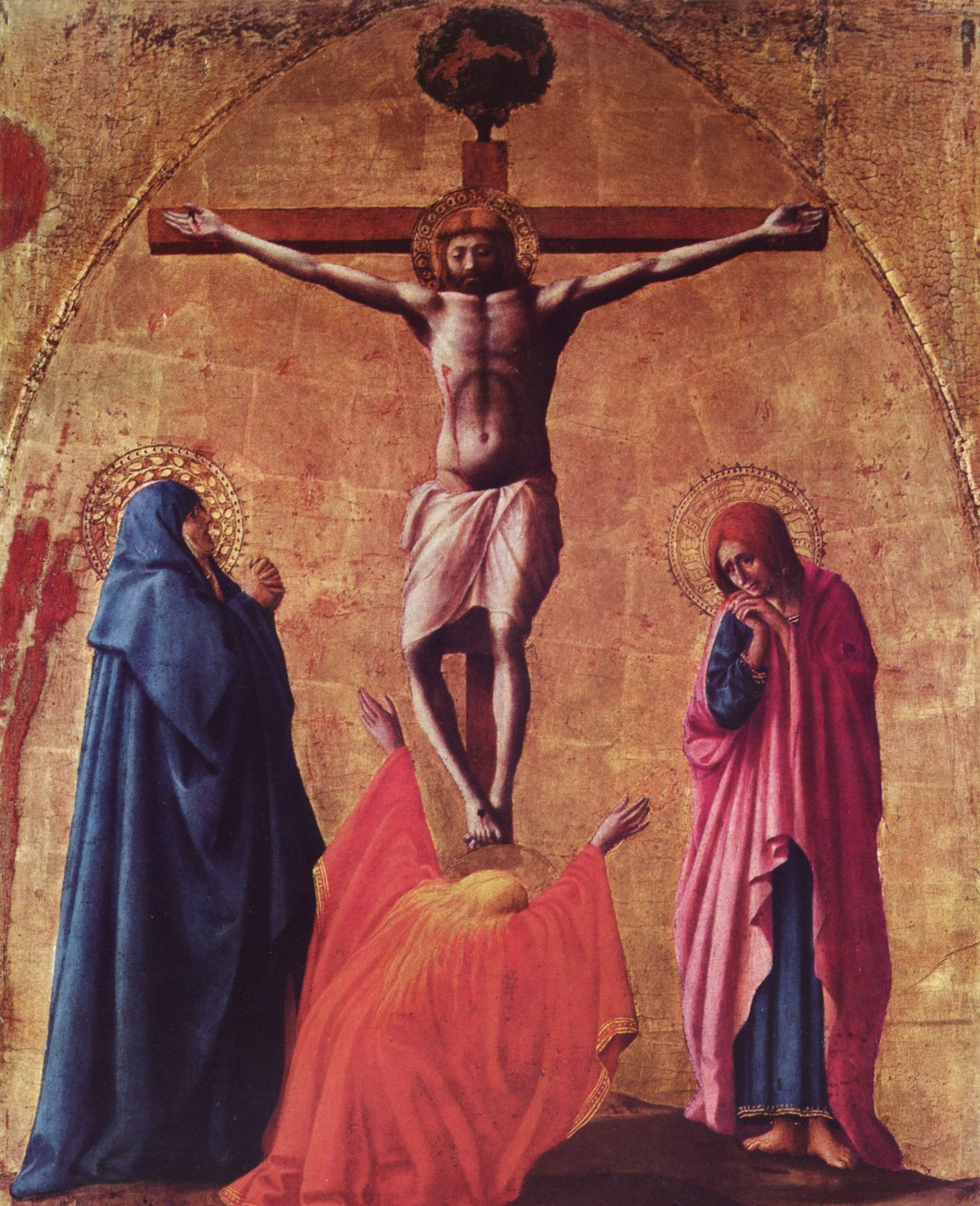
Crucifixion, panneau supérieur polyptyque de Pise Musée Capodimonte de Naples.

- Autres Œuvres
  - Desco da parto , sur la face : Scène de Naissance, au recto : Putto con animaletto, 1424-1425, (plateau peint d'accouchée), Gemaldegalerie, Berlin
  - Histoire de saint Julien, panneau du triptyque Carnesecchi, Musée Horne, Florence
  - Sant'Anna Metterza di sua mano la Madonna col Bambino e l'angelo reggicortina in alto a destra[9], 1424, (avec Masolino da Panicale) tempera sur panneau, Galerie des Offices, Florence
  - Retable Colonna, vers 1420, avec Masolino da Panicale, œuvre démembrée
  - Madonna del "solletico"[10], 1426, Galerie des Offices, Florence
  - La Trinité ou Le Trône de grâce (1426-1428), fresque, 667 × 317 cm, Santa Maria Novella, Florence
  - Madonna dell'Umiltà (1423 - 1434), National Gallery of Art, Washington (œuvre complètement repeinte[11] et présentée comme telle[12])
  - Orazione nell'orto e San Girolamo penitente[13], Lindenau Museum, Altenburg
  - Santi Girolamo e Giovanni Battista[14], polyptyque de Santa Maria Maggiore, National Gallery, Londres

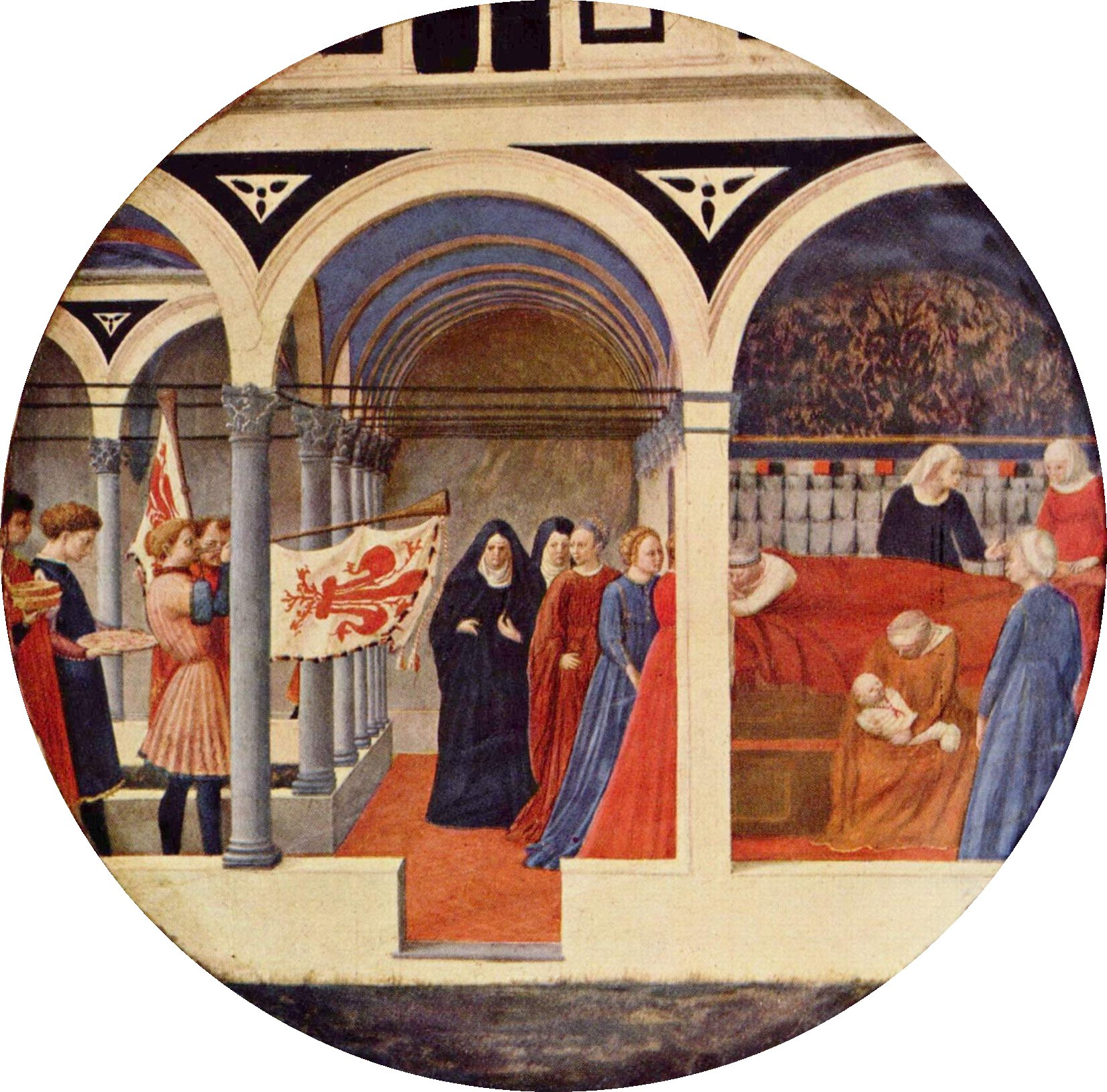
Plateau d'accouchée, 1424-1425, Gemaldegalerie, Berlin.
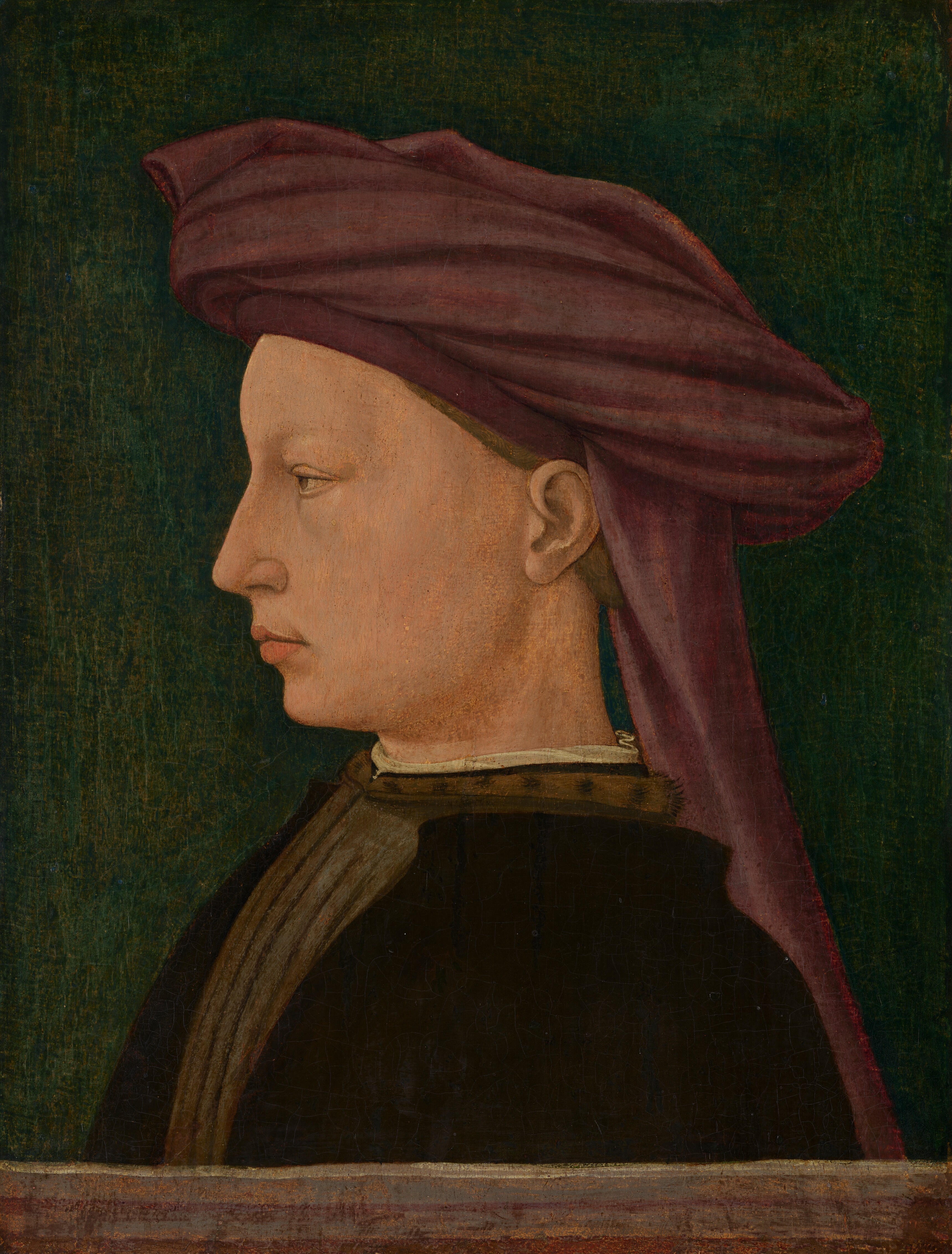
Jeune homme de profil National Gallery, Washingtonv. 1425.
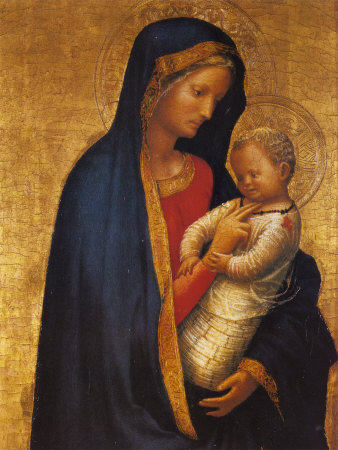
Madonna del Solletico, 1426 Musée des Offices, Florence.

#### Études sur sa vie ou son œuvre
- (it) Roberto Longhi, Masolino et Masaccio, Pandora, 1983.
- Maurice Guillaud, Les fresques de Masaccio à la chapelle Brancacci, Guillaud, décembre 1992, 206 p. (ISBN 2-907895-33-8).
- Les Fleurons de l'art, catalogue complet des peintures par peintre, Bordas (collection dirigée sous la direction de Pietro Marani), 1990.
- (it) Giorgio Vasari, Le Vite, 1568, p. 284–291.

#### Romans historiques
- Sophie Chauveau, La Fièvre Masaccio,  Paris, Télémaque, 2022  (ISBN 978-2753304468).